# Ottavio Ridolfi
Ottavio Ridolfi (né en 1582 à Rome, alors capitale des États pontificaux et mort le 6 juillet 1642 à Agrigente) est un cardinal italien du XVIIe siècle. 
Il est un parent du cardinal Niccolò Ridolfi (1517).

## Biographie
Ottavio Ridolfi a pour frères le dominicain Niccolò Ridolfi, général de son ordre, et le marquis Ludovico Ridolfi.
Il est gouverneur de Cesena, référendaire du tribunal suprême de la Signature apostolique, gouverneur de Foligno, de Rimini, de Faenza et de Forlì. En 1612, il est nommé évêque d'Ariano. Ridolfi est aussi vice-gouverneur de Bénévent et de Fermo.
Le pape Grégoire XV le crée cardinal lors du consistoire du 5 septembre 1622. Il est transféré au diocèse d'Agrigente en 1623. 
Le cardinal Ridolfi participe au conclave de 1623, lors duquel Urbain VIII est élu pape.